# Phoradendron scariosum
Phoradendron scariosum är en sandelträdsväxtart som beskrevs av Carlos Toledo Rizzini. Phoradendron scariosum ingår i släktet Phoradendron och familjen sandelträdsväxter. Inga underarter finns listade i Catalogue of Life.